# Шампања
Шампања (фр. Champagne) је историјска област на североистоку Француске, највише позната по производњи пенушавог белог вина које носи име по овој области. Налази се око 160 км западно од Париза. Најзначајнији градови су: Троа, Ремс и Еперне. Већина историјске Шампање је део француског административног региона Шампања-Ардени, коме припадају четири департмана: Ардени, Об, Горња Марна и Марна.
Почев од десетог века Шампања је постала посед француских краљева, и то захваљујући браку Јоване од Шампање и Филипа од Француске. Он ће 1285. постати краљ под именом Филип IV Лепи. До његове смрти 1314. Шампања је имала аутономију, а онда ју је његов син Луј X дефинитивно прикључио Француској.